# Азиатский пилорыл
Азиатский пилорыл (лат. Anoxypristis cuspidata) — единственный вид рыб одноимённого рода семейства пилорылых скатов (Pristidae). Эти скаты обитают в тропических водах Индийского и Тихого океанов между 43° с. ш. и 18° ю. ш. Заплывают в солоноватые воды и пресные реки. Встречаются на глубине до 40 м. Максимальная зарегистрированная длина 470 см. Длинный плоский вырост рыла азиатских пилорылов обрамлён по бокам зубцами одинаковой величины и имеет сходство с пилой. Внешне пилорылы больше похожи на акул, чем на скатов. У них удлинённое тело, имеются 2 спинных плавника и хвостовой плавник с развитыми верхней и нижней лопастями.
Подобно прочим пилорылым скатам азиатские пилорылы размножаются яйцеживорождением. Эмбрионы развиваются в утробе матери, питаясь желтком. В помёте до 23 новорождённых. Рацион состоит из донных беспозвоночных и мелких рыб. Вымирающий вид.

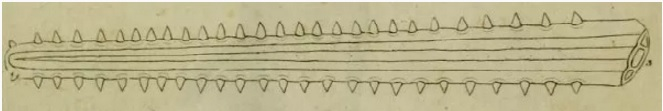
Изображение рострума азиатского пилорыла, сопровождавшего первое научное описание вида (1794)

## Таксономия
Впервые новый вид был научно описан в 1794 году как Squalus pristis британским орнитологом Джоном Лэтэмом на основании двух рострумов, которые не сохранились. В описании была дана иллюстрация одного из рострумов.
Название рода происходит от слов οξύς — «острый» и πρίστις — «рыба-пила». Изначально в 1912 году род назвали Oxypristis, однако, во избежание омонимии (такое название уже было дано роду насекомых) он был переименован. Видовое название происходит от слова лат. cuspidatus — «заострённый», «остроконечный».
В австралийских водах попадаются азиатские пилорылы с более широкими и треугольными, чем обычно, ростральными зубцами, однако анализ генетического материала из региона не дал основания предполагать наличие ещё одного самостоятельного вида.

## Ареал
Азиатские пилорылы обитают в тропических и субтропических водах Индо-Тихоокеанской области от Персидского залива до Индо-Австралийского архипелага и севера Японии и Южной Кореи. Эти скаты попадаются у берегов Австралии (Северная Территория, Квинсленд, Западная Австралия), Бангладеш, Индии, Индонезии, Ирана, Малайзии, Мьянмы, Папуа Новая Гвинеи и Шри Ланки. В некоторых местах прежнего обитания, например, у побережья Вьетнама, они более не встречаются.
Азиатские пилорылы держатся на мелководье не глубже 40 м, заплывают в эстуарии рек и бухты, которые, вероятно, служат природными питомниками. Выдерживают широкий разброс диапазона солёности воды.

## Описание
Удлинённый плоский рострум азиатского пилорыла по обе стороны усеян зубовидными выростами. Он покрыт электрорецепторами, улавливающими малейшее движение потенциальной добычи, зарывшейся на дне. Зубья крепко и глубоко закреплены в твёрдой хрящевой ткани и не отрастают заново, будучи повреждены. Длинное пластинчатое рыло имеет от 18 до 25 пар зубцов с каждой стороны. Зубцы короткие и плоские, в форме широкого треугольника, борозда на заднем крае отсутствует. От представителей рода пилорылых скатов азиатские пилорылы отличаются более узким рострумом с многочисленными зубцами на дистальной части и отсутствием зубцов на четверти, близкой к его основанию
У северного побережья Австралии попадаются азиатские пилорылы с меньшим числом пар ростральных зубцов (18—22). У этого вида с одной стороны рострума бывает больше зубцов, чем с другой.
У азиатского пилорыла немного уплощённое длинное тело. Рот, ноздри и жаберные щели, как и прочих скатов, расположены на вентральной поверхности. Во рту имеются небольшие зубы. Позади мелких глаз расположены брызгальца, которые прокачивают воду через жабры и позволяют скатам неподвижно лежать на дне. Имеются 2 довольно крупных спинных плавника примерно одинакового размера, широкие грудные и уступающие им по размеру брюшные плавники треугольной формы, хвостовой плавник с развитыми лопастями. Развитая нижняя лопасть отличает азиатских пилорылов от прочих пилорылых скатов. Анальный плавник отсутствует. У взрослых скатов кожа неплотно покрыта мелкой и плоской плакоидной чешуёй, в задней части головы на плавниках покрытие плотное. У зародышей и молодых пилорылов длиной до 64,2 см кожа бывает лишена чешуи. У особи длиной 71 см чешуя присутствовала только на передней части рострума и вдоль переднего края плавников. Дорсальная поверхность тела серого цвета, вентральная светлая. Плавники светло-серые. Основание рострума иногда окрашено в тёмно-коричневый цвет. Максимальная зарегистрированная длина составляет 4,7 м.

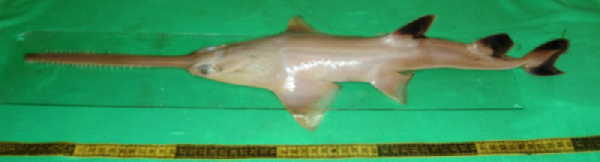
Тело азиатских пилорылов окрашено в серый цвет

## Биология
Азиатские пилорылы держатся у дна, они питаются ракообразными, моллюсками и мелкой рыбой. С помощью рыла в поисках пищи они вскапывают грунт, ранят им жертву, а также обороняются от врагов, которыми в естественной среде являются крупные акулы, например, молотоголовые, тупорылые и узкозубые, а также гребнистые крокодилы. Их «пила» усеяна электрорецепторами, помогающими обнаруживать добычу в мутной воде.
Подобно прочим пилорылым скатам азиатские пилорылы размножаются яйцеживорождением. Оплодотворение внутреннее, эмбрионы развиваются в утробе матери и питаются желтком. В помёте 6—23 новорождённых длиной 50—80 см. Их ростральные зубцы покрыты оболочкой и достигают окончательного размера по отношению к роструму только после родов. Беременность длится около 5 месяцев. Самцы и самки достигают половой зрелости при длине 200 и 230 см соответственно. Возраст половозрелых особей оценивается в 2—3 года.
На азиатских пилорылах паразитируют цестоды Floriparicapitus variabilis, Fossobothrium perplexum, Pristiorhynchus palmi, Proemotobothrium southwelli, Pedibothrium globicephalum, Pterobothrium acanthotruncatum и Pterobothrium australiense.

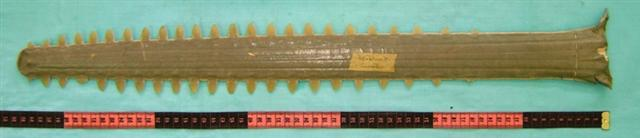
Зубцы у основания рострума отсутствуют

## Взаимодействие с человеком
Пилорылы долгое время были объектом коммерческого промысла. Мясо этих рыб, особенно плавники, которые являются ингредиентом знаменитого супа, высоко ценится. Жир печени используют в народной медицине. Цена за рострум может достигать 1000 долларов и более. Зазубренный рострум делает их очень уязвимыми — они могут запутаться в сетях и мусоре, плавающем в воде. Международный союз охраны природы присвоил этому виду охранный статус «Находящийся на грани полного исчезновения» из-за ухудшения экологической ситуации и перелова. С 2007 года торговля всеми видами пилорылых скатов, в том числе их плавниками, мясом, органами, кожей, рострумом и ростральными зубьями, находится под запретом. Несмотря на принятые меры браконьерский промысел продолжает угрожать существованию этих рыб.